# Jula Koch

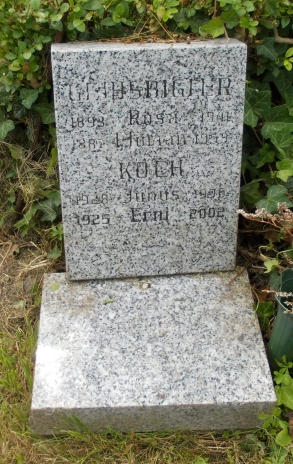
Grabstätte von Jula Koch

Jula Koch (* 29. August 1928 in Wien als Julius Heinrich Koch; † 22. September 1990 ebenda) war ein österreichischer Jazzmusiker (Schlagzeug).
Koch spielte nach dem Krieg mit Roland Kovac in Salzburg und mit Rudy Kregcyk in Wien in diversen Soldatenclubs der Alliierten und bei den Sendern WOFA und Europasender Rot-Weiß-Rot. Später arbeitete er mit Herbert Mytteis, Fatty George und Willy Fantel, ab den 1950er Jahren im Moulin Rouge und ab 1964 im Theater an der Wien. Später gehörte er zu Claudius Alzner & seinen Solisten. Als Studiomusiker ist er auch auf Alben von Arik Brauer, André Heller oder Toni Stricker zu hören.
Jula Koch war der Gatte von Erni Bieler.
Seine Grabstätte befindet sich in der Feuerhalle Simmering in Wien (Abt. 2, Ring 1, Gr. 4, Nr. 240).